# Oostershuis

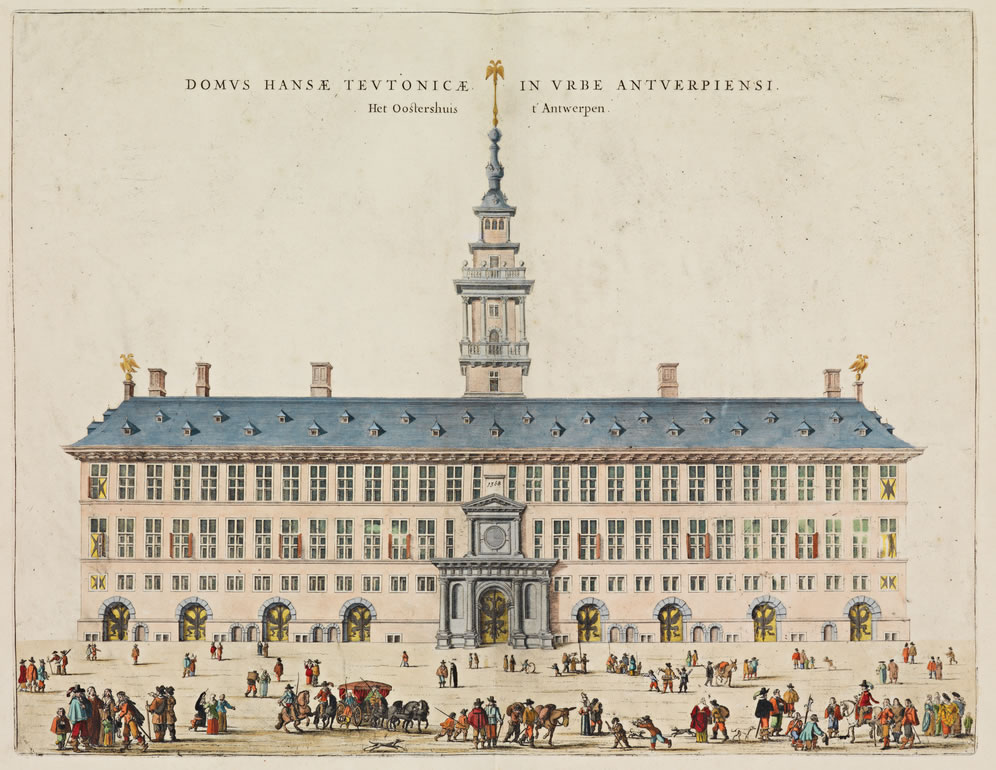
Het Oostershuis in Antwerpen rond 1609-1706

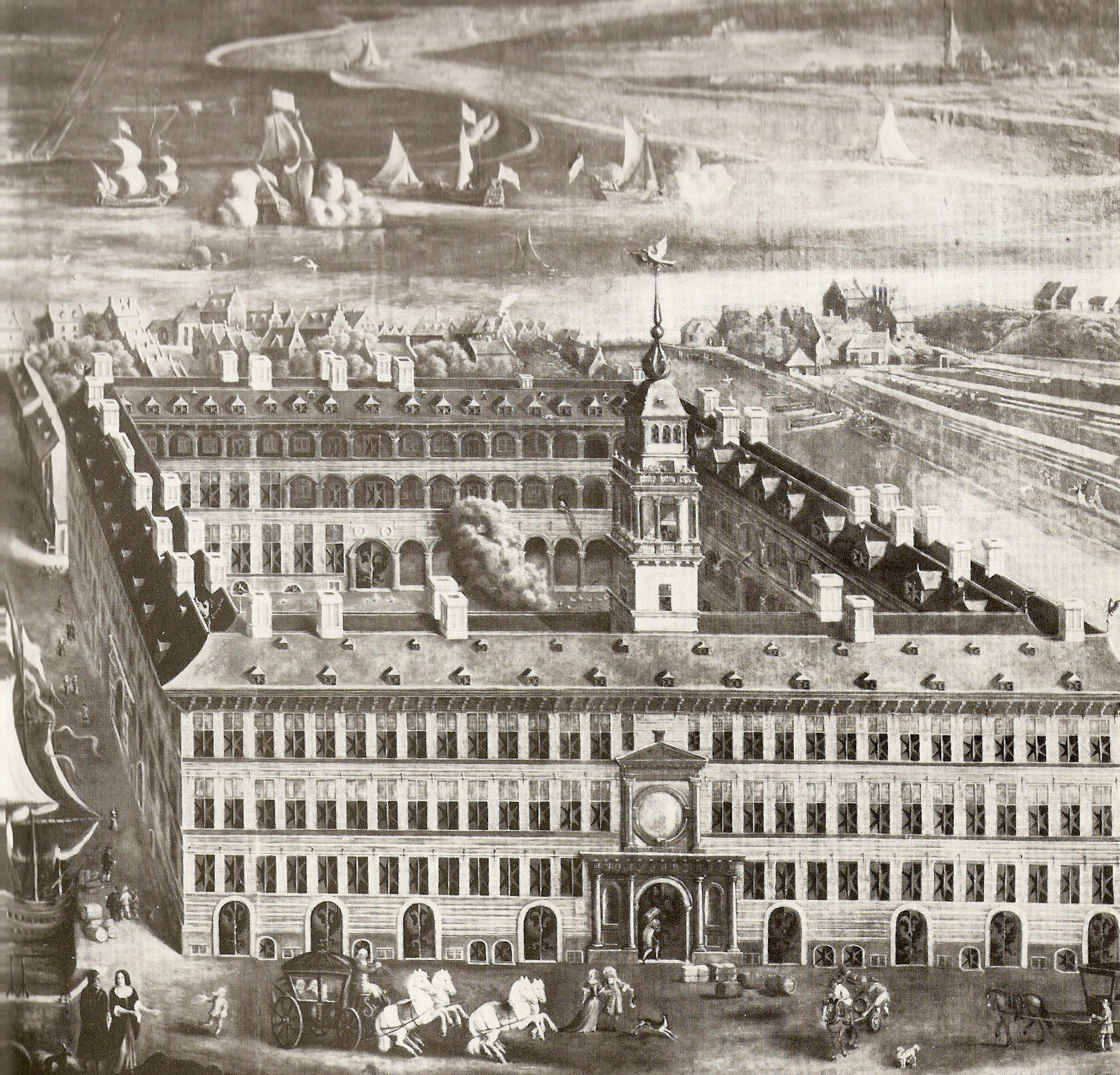
Het Oostershuis

Het Oostershuis of Hansahuis lag in Noord-Antwerpen aan het Eilandje en werd opgetrokken tussen 1564 en 1568. Het fungeerde als zetel van het Duitse handelsverbond in Antwerpen. De Hanze, die al sinds 1468 twee panden ter plaatse bezat, had in 1562 besloten haar Vlaamse zetel te verplaatsen van Brugge naar Antwerpen.
Het Oostershuis scheidde met de vooruitstekende kade het Bonapartedok en het Willemdok. Nog vroeger liepen er noordelijk en zuidelijk van het Oostershuis vlieten waar de karvelen en galjoenen hun goederen losten en laadden. Deze vlieten gaven dan verbinding met de Brouwersvliet en andere vlieten voor kleinere vrachtzeilschepen zoals onder andere de heude. De Brouwersvliet is wel een gedempte vliet, maar bleef zijn naam behouden. De namen van de Middelvliet en de Timmervliet zijn verdwenen, evenals de vlieten zelf.
Aan de westkade (Bonapartedok) ligt de Nieuwpoortkaai. De noordkade is de Veurnekaai waar de Nassaubrug deze verbindt met de Sint-Laureiskaai. Aan de oostkade ligt de Oostendekaai aan het Willemdok. Aan de zuidkant is een verbinding met de Hanzestedenplaats, Sint-Aldegondiskaai en de Godefriduskaai. Daarop stond het voormalige Oostershuis. 
Eertijds liepen de Middelvliet en de Timmervliet, evenwijdig van het Oostershuis, de vlieten van de Nieuwstad, die bevaarbaar waren voor zeilzeeschepen. Toen voeren er nog de karvelen en galjoenen, die lagen afgemeerd aan de zuidkant van het handelscomplex, namelijk aan de Middelvliet voor lossen en laden. Aan de Timmervliet lagen de kleinere vrachtzeilschepen. Op oude gravures ziet men een dubbele houten klapbrug, precies op de plaats waar later de Nassaudraaibrug zou komen, die over de Timmervliet lag, het eigenlijke toenmalige zeevaartkanaal. Eigenlijk zijn de Sint-Laureiskaai en de latere Napoleonskaai, alsook de Sint-Aldegondiskaai en Godefriduskaai, overblijfselen van de beide aanmeerkanalen en vlieten voor oude karvelen, galjoenen en kleinere zeilvrachtschepen.
Aan de Timmervliet lagen zoals gezegd kleinere schepen voor de overslag van grotere zeilschepen. Daar stond toen op de huidige verbinding met de Godefriduskaai en het Hanzestedenplaats een "gemaal" - twee huisjes van drie verdiepingen, met trapgeveldaken - die met afsluitsasdeuren het te hoge water van de Schelde buiten de stadsmuren moesten houden. Elders stonden er nog van deze sashuizen aan de vlieten. Men kan zo'n sashuis nu nog vergelijken, met dat aan het Minnewaterpark in Brugge. Dit alles werd door Gilbert van Schoonbeke uitgedacht en verwezenlijkt.

## Gilbert van Schoonbeke

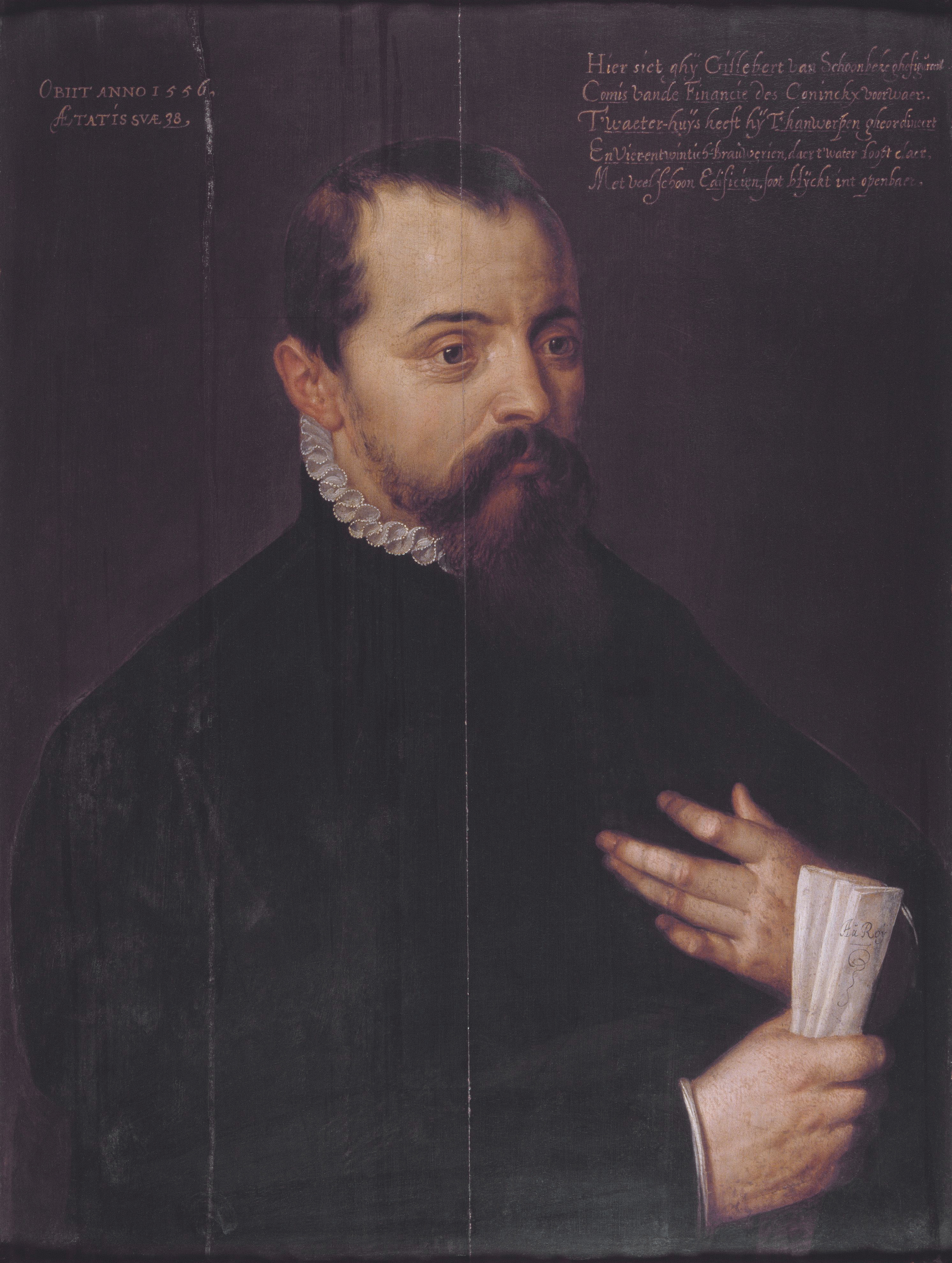
Gilbert van Schoonbeeke

Gilbert van Schoonbeke (1519-1556) stelde voor de toename van bevolking en scheepsverkeer op te vangen door een zompig gebied van 25 ha ten noorden van de stad binnen de muren te brengen. Ten noorden daarvan lagen de stervormige vestingsgrachten, vanaf de Schelde tot aan de vestingsgordels van Dambrugge en den Dam. Later werden die nog versterkt tijdens de Spaanse, Oostenrijkse en Franse overheersing. De Hollanders hebben ze nog voor het laatst versterkt en verbeterd.
Ter plekke moest een woonwijk, de Nieuwstad, worden gebouwd en vier binnenhavens. Drie werden er uitgevoerd: voor de meest zuidelijke, de Brouwersvliet, werd de oude stadswal gebruikt, volgens de vroeger gebruikte methode van ombouw van vestingwater tot binnenhaven. Maar de andere twee, de Timmervliet en de Middelvliet, waren de eerste aanlegplaatsen van de Antwerpse haven, speciaal aangelegd om schepen te ontvangen. Dit woon- en havengebied staat nu bekend als het Eilandje. Vooral de Middelvliet was Antwerps trots: grote karvelen en galjoenen tot 200 ton en zelfs meer konden er moeiteloos binnenvaren.
Aan zijn oever werd omstreeks 1560 het indrukwekkende Oostershuis opgetrokken. Het diende als zetel van de Duitse Hanze. Vooral Amsterdamse schepen, bevracht met graan van de Oostzeelanden, liepen er binnen. Hierdoor werd deze binnenhaven ook Graanvliet, Korenvliet of Oostersevliet geheten. De Spaanse soldenier Christoval de Andrade leverde in 1611 volgend ooggetuigenverslag; "Gans het deel dat men Nieuwstad heet, is verdeeld door grote kanalen die heel handig zijn aangebracht in het midden der straten". "Er zijn talrijke houten ophaalbruggen die men kan halen en neerlaten voor de bediening der kanalen". In tegenstelling met de oude binnenhavens waren deze van de Nieuwstad door sasdeuren van de Schelde afgesloten. Voor het eerst werd Antwerpen een dokhaven en dat zou zo blijven.
Eigenlijk zijn het Bonaparte- en Willemdok op oude middeleeuwse en laat-middeleeuwse vlietbeddingen uitgegraven en werd zodoende de natte infrastructuur behouden gebleven. Zodoende ontstond daarachter het Eilandje. De binnenstadsvlieten zoals de huidige Brouwersvliet, Oude Leeuwenrui, Ankerrui, Rijnpoortvest, Koekensgracht enz. hadden verbindingen met deze vernoemde vlieten. Zij sloten aan met de leien die toen de stadsomwallingen met stadsgrachten ommuurden. Voorbij deze leienomwallingen lagen velden en landerijen met zandwegen en sloten die naar Dambrugge, Merksem, Deurne, Borgerhout, Berchem, Stuivenberg enz. liepen. Toen waren deze plaatsnamen gehuchten en dorpen. Sommigen zouden later opgeslokt worden binnen de stadskern met het slopen van de vestingsmuren en het uitbreiden van de stad Antwerpen.
Later kwamen rond het Oostershuis het Bonapartedok en Willemdok. De vlieten verdwenen een voor één, zodat de zuidkant een vaste oeververbinding kreeg met de Sint-Aldegondiskaai en Godefriduskaai.
In 1893 ging het sierlijke Oostershuis of Hanzehuis in vlammen op. Daarna kwamen er weer grote magazijnen, maar de bouwwerken waren niet meer zo fraai, zoals voorheen het imposante Oostershuis, dat volgens de gravures goed op het Hessenhuis en de brandweerkazerne-Noord aan Siberiabrug en Suezdok geleek, wat architectuur betreft.
In 2006 werden de oude opslagplaatsen van Tyteca, die daarop zijn kleine concessie had, afgebroken voor een nieuw project, het Museum aan de Stroom.
Het portret van deze Gilbert van Schoonbeke, de stichter van de eerste binnenhavens, hangt in het Hessenhuis.